# 告野家
告野家（BeefBowlEaters），是DJ 問號與哈特利所組成的台灣網路樂團。
2013年與afk pl@ys合作BlizzCon得獎影片配樂。
2021年6月2日不用等孫子燒給你系列-「虛空雷神獸2021」歌曲發表。
2021年10月13日開始募資十年補完計劃。
2021年11月29日-不用等孫子燒給你系列MV 「茶餐廳2021」正式發表。
2022年11月6日完成十年補完計劃專場演唱會，且公開證實那絲確定不會到場，首演即終場。
2022年11月16日-不用等孫子燒給你系列MV「夜市緣2021」正式發表，此曲於11/24日於各大KTV上架。

## 外部連結
- 告野家Facebook粉絲專頁 （页面存档备份，存于）